# Contee preservate del Galles
Le contee preservate del Galles sono le aree usate oggi in Galles per scopi cerimoniali come la Luogotenenza e sono basate sulle suddivisioni create della legge del 1972 e usate per l'amministrazione locale dal 1974 al 1996.
| 1. Gwent 2. South Glamorgan 3. Mid Glamorgan 4. West Glamorgan 5. Dyfed 6. Powys 7. Gwynedd 8. Clwyd |

All'inizio queste contee erano quasi uguali a quelle amministrative del periodo 1974—1996, ma con cambiamenti minori per assicurarsi che fossero composte da aree principali intere. Llanrhaedr-ym-Mochant, Llansilin e Llangedwyn furono per esempio trasferite da Clwyd a Powys, e Wick, St Bride's Major, Ewenny e Pentyrch da Mid Glamorgan a South Glamorgan. Tuttavia, due distretti come Conwy e Caerphilly rimasero divisi fra contee preservate differenti. Per correggere tale errore il 2 aprile 2003 è entrato in vigore un emendamento di correzione dei confini. Oggi ogni contea preservata contiene da 1 a 5 aree principali.

## Lista delle Contee preservate e le rispettive aree principali di competenza
La popolazione è stimata per il 2007 dall'Office for National Statistics, i gruppi che compongono le autorità unitarie sono inserite nelle loro rispettive Contee preservate.
| Nome Contea     | Consigli Locali                                        | Area (km²) | Popolazione |
| --------------- | ------------------------------------------------------ | ---------- | ----------- |
| Clwyd           | Conwy Denbighshire Flintshire Wrexham                  | 2.910      | 491.100     |
| Dyfed           | Carmarthenshire Ceredigion Pembrokeshire               | 5.780      | 375.200     |
| Gwent           | Blaenau Gwent Caerphilly Monmouthshire Newport Torfaen | 1.553      | 560.500     |
| Gwynedd         | Gwynedd Isle of Anglesey                               | 3.262      | 187.400     |
| Mid Glamorgan   | Bridgend Merthyr Tydfil Rhondda Cynon Taf              | 781        | 423.200     |
| Powys           | Powys                                                  | 5.196      | 132.000     |
| South Glamorgan | Cardiff Vale of Glamorgan                              | 475        | 445.000     |
| West Glamorgan  | Neath Port Talbot Swansea                              | 820        | 365.500     |